# Chemin de fer transsulawesien
Le chemin de fer transsulawesien (en indonésien : Jalur kereta api Trans-Sulawesi) est un réseau ferroviaire en construction dans l’île indonésienne de Sulawesi. La construction est divisée en 3 phases. 
La première phase consiste en une ligne de 146 kilomètres de Makassar à Pare-Pare. 
Le transsulawesien aura un écartement standard de 1 435  mm au lieu de l'écartement du Cap de  1 067  mm utilisé à Java et Sumatra, pour pouvoir accueillir des trains plus chargés et plus rapides. 

## Lignes

### Makassar-Pare-Pare

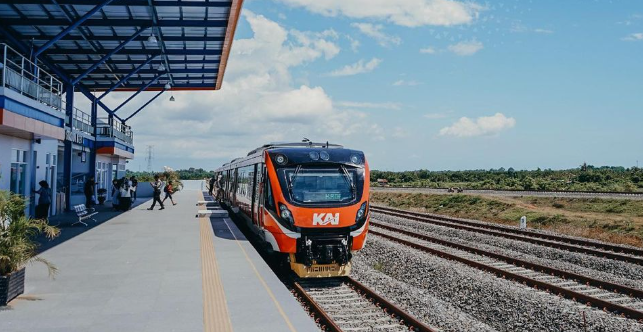
La gare de Maros

Les travaux ont démarré le 18 août 2014 à Siawung dans le kabupaten de Barru. 
La pose des premiers rails a eu lieu le 13 novembre 2015 à Lalabata dans le même kabupaten. 
Cette ligne aura initialement une seule voie, mais les terrains acquis sont prévus pour une voie double. Elle aura 23 arrêts : 
En décembre 2016, 16,1 kilomètres avaient été construits. Le gouvernement prévoit de construire et d’exploiter une ligne d’au moins 30 kilomètres, le reste étant offert aux entreprises privées avec obligation de service public. 
Une voie reliant Barru à Palanro devait atteindre 44 km fin 2018. L'ensemble de la ligne de Makassar à Pare-Pare, d'une longueur de 150 km, devrait être achevée en 2019.

### Manado-Bitung
Cette ligne de 48 km route est en phase d’acquisition de terrain. La construction devait commencer en 2017-2018. 

### Bitung-Gorontalo
Cette ligne de 340 km route est en phase d’acquisition de terrains, la construction devrait commencer de 2017 à 2019. 